# Eric Cantona

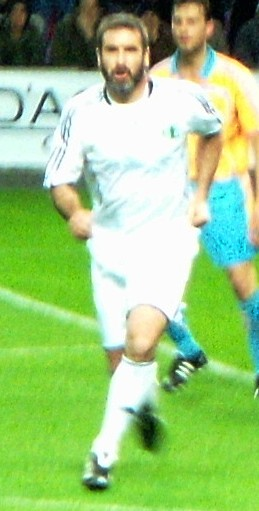
Eric Cantona

Eric Daniel Pierre Cantona, född 24 maj 1966 i Marseille, Frankrike, är en fransk tidigare anfallsspelare i fotboll. Han avslutade karriären i Manchester United där han vann fyra ligaguld på fem säsonger samt två segrar i FA-cupen. I Manchester United valdes han till århundradets spelare, 2001.

## Biografi

### Landslagsdebut 1987
Cantona kom 1981 till den franska klubben Auxerre där karriären inleddes. Men proffskarriären började inte förrän säsongen 1986/1987. Hans insatser i högsta franska ligan ledde till att franska landslaget fick upp ögonen för Cantona och debuten kom den 12 augusti 1987 mot Västtyskland och Cantona gjorde lagets enda mål i 1-2-förlusten. I juni 1988 gick han för rekordsumman 2,3 miljoner pund till Olympique Marseille men under 1988 började Cantonas disciplinproblem, som skulle komma att utgöra bekymmer för honom under hela karriären. Efter att ha förolämpat den franske förbundskapten Henri Michel, stängdes Cantona av från vidare landslagsspel. Efter bara ett drygt år i Marseille bytte han klubb till Montpellier-Herault och säsongen 1989/1990 avslutades med en seger i franska cupen och att Michel Platini utsågs till ny förbundskapten för landslaget vilket bäddade för comeback för Cantona. I mitten av 1990 återvände han till Olympique Marseille där säsongen blev förstörd av dels en knäskada som höll honom från spel i tre månader men också svårigheter att ta plats i ett stjärnspäckat lag. Efter ytterligare ett år i Olympique valde Cantona att återigen lämna klubben för Nimes-Olympique.
Under hela karriären drabbades han av olika disciplinära straff och avstängningarna i franska ligan var många. Men efter att ha kastat bollen på domaren avstängdes Cantona, som i Nimes-Olympique utsetts till lagkapten, en månad av franska fotbollsförbundet och efter att ha kallat förbundets samtliga styrelsemedlemmar för idioter fördubblades längden på bestraffningen. Spektaklet fick Cantona att anse att det var nog och i december 1991 bröt han sitt kontrakt och meddelade att han skulle lägga av med fotbollen.

### Spel i den engelska ligan
Men Sheffield Wednesday övertygade honom att komma över till England men då klubben krävde en provspelsperiod drog sig Cantona ur affären. Istället värvades han av Leeds United den 31 januari 1992, där han debuterade i februari. Leeds vann ligan 1992 och Cantona blev kultförklarad på Elland Road, kanske inte minst för sitt hattrick mot Liverpool FC i Charity Shield på hösten -92. Förvånande nog hade han svårt att ta plats i lagets förstaelva under den kommande säsongen vilket kulminerade i en övergång till Manchester United i november 1992. Tillsammans med Manchester vann så Cantona sitt andra raka ligaguld, Uniteds första på 26 år, och blev därmed först att ta ligaguld i England med två olika klubbar.
Än mer framgångsrik blev säsongen 1993/1994 då Manchester United tog en dubbel, både ligaguld och cupseger. Cantona blev lagets bästa målskytt med 18 fullträffar och gjorde två straffmål mot Chelsea i FA-cup finalen. Han utsågs även av FA:s medlemmar till Årets spelare 1994.
Disciplinproblemen fortsatte i United och när klubben återvände till Elland Road, i möte med Leeds, spottade Cantona en supporter i ansiktet och tilldömdes 1000 pund i böter. Efter att ha hamnat i bråk med turkiska poliser efter en match i Champions League mot Galatasaray stängdes han av fyra europeiska matcher. Därefter lyckades han med bedriften att bli utvisad två gånger på fyra dagar och stängdes av fyra matcher i engelska ligan.
I januari 1995 blev han utvisad i en match mot Crystal Palace, på väg från planen hoppade han över reklamsargen och med en spark gav sig på en supporter som förolämpat honom med rasistiska glåpord. Klubben tvingades stänga av honom resten av säsongen och han drabbades av den högsta böter hans kontrakt medgav. Kritiken var omfattande mot Cantona och i media lades förslaget att han skulle stängas av livet ut. I februari kom domen från FA som stängde av honom från alla tävlingsmatcher fram till september 1995 och Fifa, det internationella fotbollsförbundet, utfärdade samma spelförbud för Cantona över hela världen. I mars fälldes han för misshandel i domstol och dömdes till fängelse i två veckor. Cantona hävdade att han knappast var en fara för samhället och fick också straffet sänkt till 120 timmars samhällstjänst.
Manchester United höll sig lojala till sin stjärna och i mars 1995 erbjöds han ett treårigt kontrakt av klubben, men utan Cantona i laget förlorade man kampen om ligaguldet säsongen 94/95. Comebacken kom den 1 oktober 1995, mot Liverpool FC, där Cantona gjorde ett mål i matchen som slutade oavgjort 2-2. Mot slutet av säsongen blev han lagkapten i United och efter seger mot Middlesbrough i ligans sista match blev laget mästare säsongen 95/96. Man vann även FA-cupen efter finalseger mot Liverpool. Sedan tilldelades han engelska fotbollsjournalisternas pris Årets spelare 1996. Säsongen 96/97 blev hans sista och som lagkapten vann han fjärde titeln för klubben. 
En vecka efter säsongen 96/97 avslutats kom Eric Cantona med meddelandet att han slutade med professionell fotboll med omedelbar verkan och han återvände till Frankrike med sin familj. Han kom att bli mycket populär i Manchester United och England för sin blick för spelet, sina precisa passningar och det rikliga målskyttet. Av klubbens supportrar utsågs han till kungen av Old Trafford. Men i Frankrike vann han aldrig samma respekt. Han ansågs vara en bra spelare, men något av en bråkstake och han gjorde aldrig comeback i det franska landslaget efter sin långa avstängning.

### Efter fotbollskarriären
Efter den aktiva fotbollskarriären har Cantona medverkat i flera filmproduktioner. Detta inkluderar 1998 års Elizabeth, Looking for Eric (2009) och The Salvation från 2014.

## Meriter
- Landskamper för Frankrike 45 landskamper 20 mål
- Årets fotbollsspelare i England (PFA) 1993/1994
- Årets fotbollsspelare i England (FWA) 1995/1996
- Engelsk ligamästare med Leeds United säsongen 1991/1992.
- Premier League-mästare med Manchester United säsongerna 1992/1993, 1993/1994, 1995/1996 och 1996/1997.

## Filmografi
- Le bonheur est dans le pré - 1995 - Lionel
- Eleven Men Against Eleven - 1995 - Player (uncredited)
- Elizabeth - 1998 - Monsieur le Foix
- Mookie - 1998 - Antoine Capella
- Sommar vid Loire - 1999 - Jo Sardi
- La grande vie! - 2001 - Joueur de pétanque 2
- L'Outremangeur - 2003 - Séléna
- La vie est à nous - 2005
- Une belle histoire - 2005
- Le deuxième souffle - 2007
- Looking for Eric - 2009
- The Salvation – 2014